# 북면 (창원시)
북면(北面)은 경상남도 창원시 의창구의 북서부에 위치한 면이다. 면사무소는 신촌리에 있고, 면적은 73.7 km2이다.

## 인구 추이
창원 시내와 가까운 남부의 감계지구와 무동지구 개발로 1만3196 명(2013년 12월 말 주민등록 기준)이던 인구가 2014년부터 급증해 같은 해 10월에 2만 명을 돌파하였고, 2017년 3월에 3만 명, 2018년 7월에 4만 명을 돌파하였다.

## 법정리
- 외감리(外甘里)
- 상천리(上川里)
- 마산리(馬山里)
- 대산리(垈山里)
- 고암리(高岩里)
- 화천리(花川里)
- 지개리(芝介里)
- 하천리(下川里)
- 월계리(月桂里)
- 외산리(外山里)
- 월백리(月栢里)
- 월촌리(月村里)
- 감계리(鑑溪里)
- 내곡리(乃谷里)
- 무곡리(茂谷里)
- 무동리(戊洞里)
- 신촌리(新村里)
- 동전리(東田里)

## 주거
| 무동휴먼빌 1단지              |
| 무동휴먼빌 2단지              |
| 무동휴먼빌 3단지              |
| 창원무동 센텀파라디아         |
| 감계 푸르지오                 |
| 감계 덕산아내 에코프리미엄    |
| 감계2차 덕산아내 에코프리미엄 |
| 창원의 봄                     |
| 천수림                        |
| 감계힐스테이트 1차            |
| 감계힐스테이트 2차            |
| 감계힐스테이트 3차            |
| 감계힐스테이트 4차            |

## 교통

### 도로
남해고속도로의 북창원 나들목이 북면 남부에 위치해 있어 장거리 이동이 편리하며, 국도 제79호선이 왕복 4차선의 간선도로 형태로 북창원 나들목을 거쳐 북면 중심지 부근까지 연결되어 있어, 이를 통해 창원시내와 고속도로 나들목으로 빠르게 접근 할 수 있다.

## 학교
- 감계초등학교
- 무동초등학교
- 북면초등학교
  - 승산분교
  - 화천분교 (폐교) : 북면 천주로 477-14 (외감리)
- 온천초등학교
- 하천초등학교
- 창북중학교
- 감계중학교
- 창원북면고등학교